# Cepphus grylle

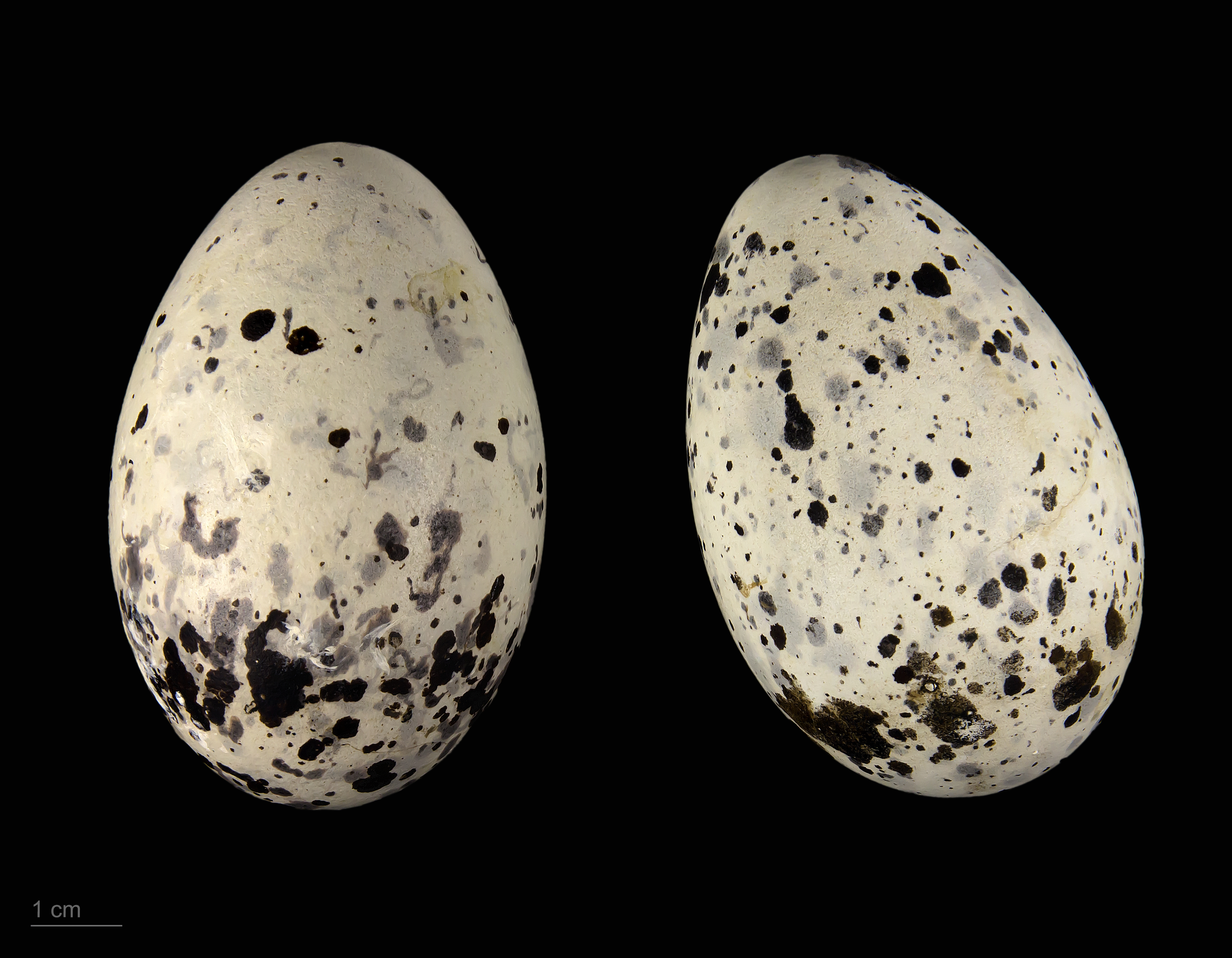
Uova di Cepphus grylle grylle

L'uria nera (Cepphus grylle, Linnaeus 1758) è un uccello marino della famiglia degli alcidi.

## Descrizione
Più piccola dell'uria comune, l'uria nera presenta come abito nuziale un piumaggio completamente nero con una macchia bianca sulle ali, mentre il piumaggio invernale è perlopiù biancastro con parti nere e bianche sulle ali.

## Sistematica
Cepphus grylle ha nove sottospecie:
- C. grylle arcticus
- C. grylle atlantis, talvolta considerata sottospecie di C. grylle arcticus
- C. grylle criticus
- C. grylle faeroeensis
- C. grylle grylle
- C. grylle islandicus
- C. grylle mandtii
- C. grylle tajani, talvolta considerata sottospecie di C. grylle mandtii
- C. grylle ultimus, talvolta considerata sottospecie di C. grylle mandtii

## Distribuzione e habitat
Vive nell'emisfero boreale: nord Europa, nell'estremo Nord America, nella Russia settentrionale e lungo le coste dell'Oceano Atlantico, fino alla Spagna sul versante orientale e fino al Sud Carolina in quello occidentale. È saltuaria nel Mediterraneo (Croazia e Slovenia), nei Paesi Bassi e nella Repubblica Ceca.